# بير كريستنسن
بير كريستنسن (بالنرويجية البوكمول: Per Christensen)‏ هو ممثل نرويجي، ولد في 18 يوليو 1934 في النرويج، وتوفي في 26 أغسطس 2009 في أوسلو في النرويج.

## وصلات خارجية
- بير كريستنسن على موقع IMDb (الإنجليزية)
- بير كريستنسن على موقع ألو سيني (الفرنسية)
- بير كريستنسن على موقع أول موفي (الإنجليزية)
- بير كريستنسن على موقع قاعدة بيانات الأفلام السويدية (السويدية)
- بير كريستنسن على موقع قاعدة بيانات الفيلم (الإنجليزية)
- بير كريستنسن على موقع كينوبويسك (الروسية)